# Relations entre le Mexique et le Vietnam
Les relations entre le Mexique et le Viêt Nam constituent les relations étrangères bilatérales entre les États-Unis mexicains et la République socialiste du Viêt Nam.
Les deux pays sont membres de la Coopération économique pour l'Asie-Pacifique, du Forum de coopération Asie de l'Est-Amérique latine et des Nations unies.

## Historique
Le Mexique et le Vietnam sont deux nations qui partagent une histoire commune dans le fait que les deux nations sont à un moment donné de leur histoire sous l'influence du Second Empire français: la colonie de l'Indochine française et le Second Empire mexicain soutenu par la France. En 1945, le Vietnam déclare son indépendance de la France et peu de temps après le pays entre dans la première guerre d'Indochine (1946-1954) puis dans la guerre du Viêt Nam (1955-1975). Pendant la guerre du Vietnam, le Mexique reste neutre. Après la fin de la guerre en avril 1975, les deux nations établissent rapidement des relations diplomatiques l'une avec l'autre la même année. Plus tard la même année, le Viêt Nam ouvre une ambassade à Mexico et le Mexique lui emboîté le pas en ouvrant une ambassade à Hanoï en 1976. Cependant, le Mexique ferme son ambassade en 1980 pour des raisons financières. Le pays rouvre son ambassade en octobre 2000.
En 1979, le Premier ministre vietnamien Phạm Văn Đồng effectue une visite officielle au Mexique. En 2011, le Mexique dévoile une statue du président Ho Chi Minh à Mexico. En 2015, les deux nations célèbrent 40 ans de relations diplomatiques. En novembre 2017, le président mexicain Enrique Peña Nieto se rend au Vietnam pour assister au sommet de l'APEC à Da Nang et rencontre le président Trần Đại Quang.

## Visites diplomatiques

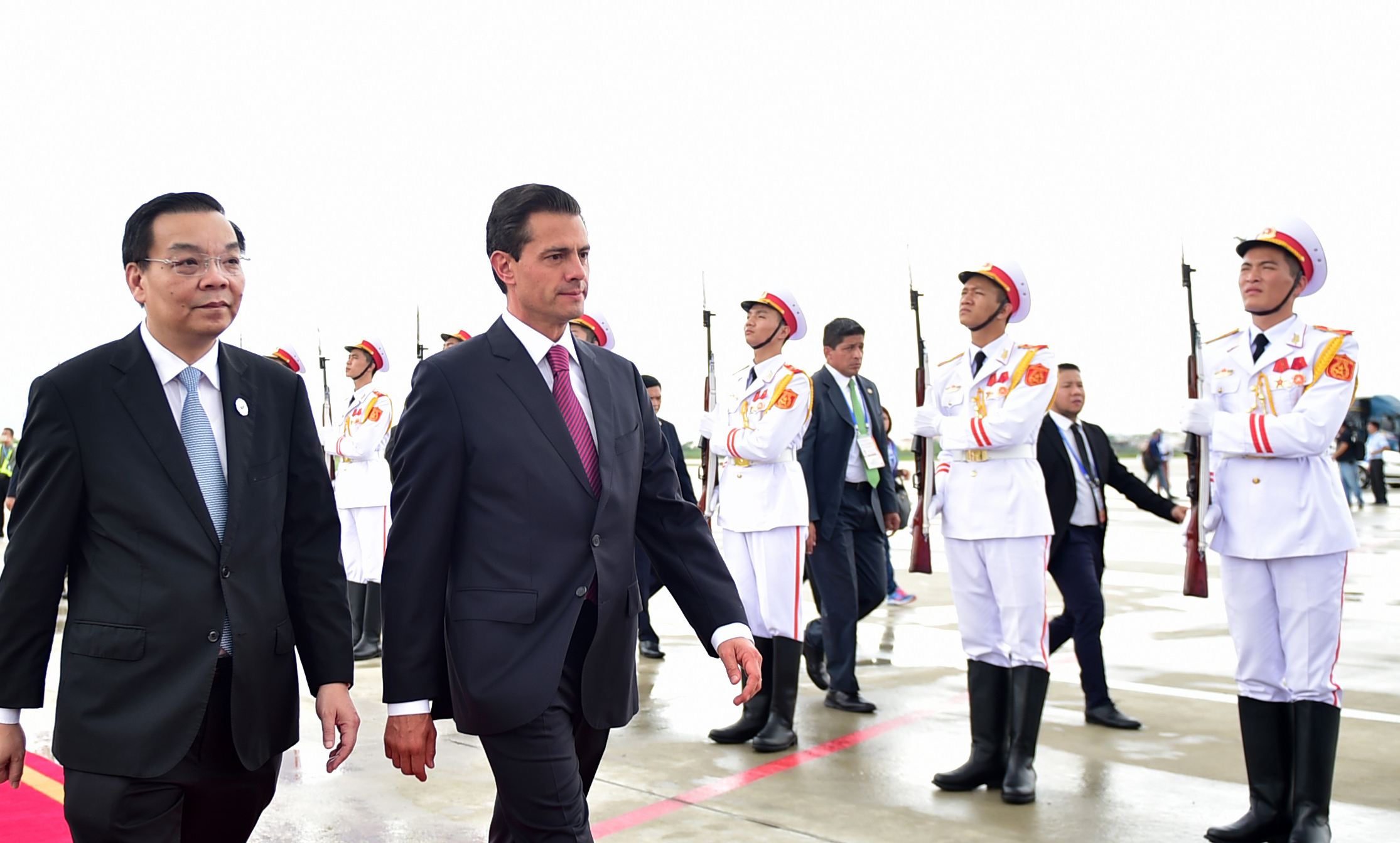
Le président mexicain Enrique Peña Nieto arrivant au Vietnam en novembre 2017.

Visites diplomatiques du Mexique au Vietnam
- Président Enrique Peña Nieto (2017)

Visites diplomatiques du Vietnam au Mexique
- Premier ministre Phạm Văn Đồng (1979)
- Vice premier ministre Nguyễn Tấn Dũng (2001)
- Premier ministre Phan Văn Khải (2002)

## Accords bilatéraux
Les deux nations signent plusieurs accords bilatéraux tels qu'un accord sur la suppression des exigences de visa pour les détenteurs de passeports officiels et diplomatiques des deux nations (en 2002); un Mémorandum d'accord pour l'établissement d'un mécanisme de consultations et d'un accord de coopération éducative et culturelle (en 2002) ; un Accord de coopération technique et scientifique (en 2011) ; un Accord sur l'agriculture et la foresterie (en 2011) et un Accord sur la coopération économique, commerciale et d'investissement (en 2016).

## Relations commerciales
En 2018, le commerce bilatéral entre les deux pays s'élève à 4 milliards de dollars américains. Les principales exportations du Mexique vers le Vietnam comprennent: les crevettes, les homards, les calamars, les tracteurs, la farine, la viande et l'alcool (bière). Les principales exportations du Vietnam vers le Mexique comprennent: l'électronique, les circuits électriques et les textiles. Le Vietnam est le 12e partenaire commercial du Mexique dans la région Asie-Pacifique. Les deux nations travaillent en étroite collaboration en tant que membres fondateurs du Partenariat transpacifique.

## Représentations diplomatiques

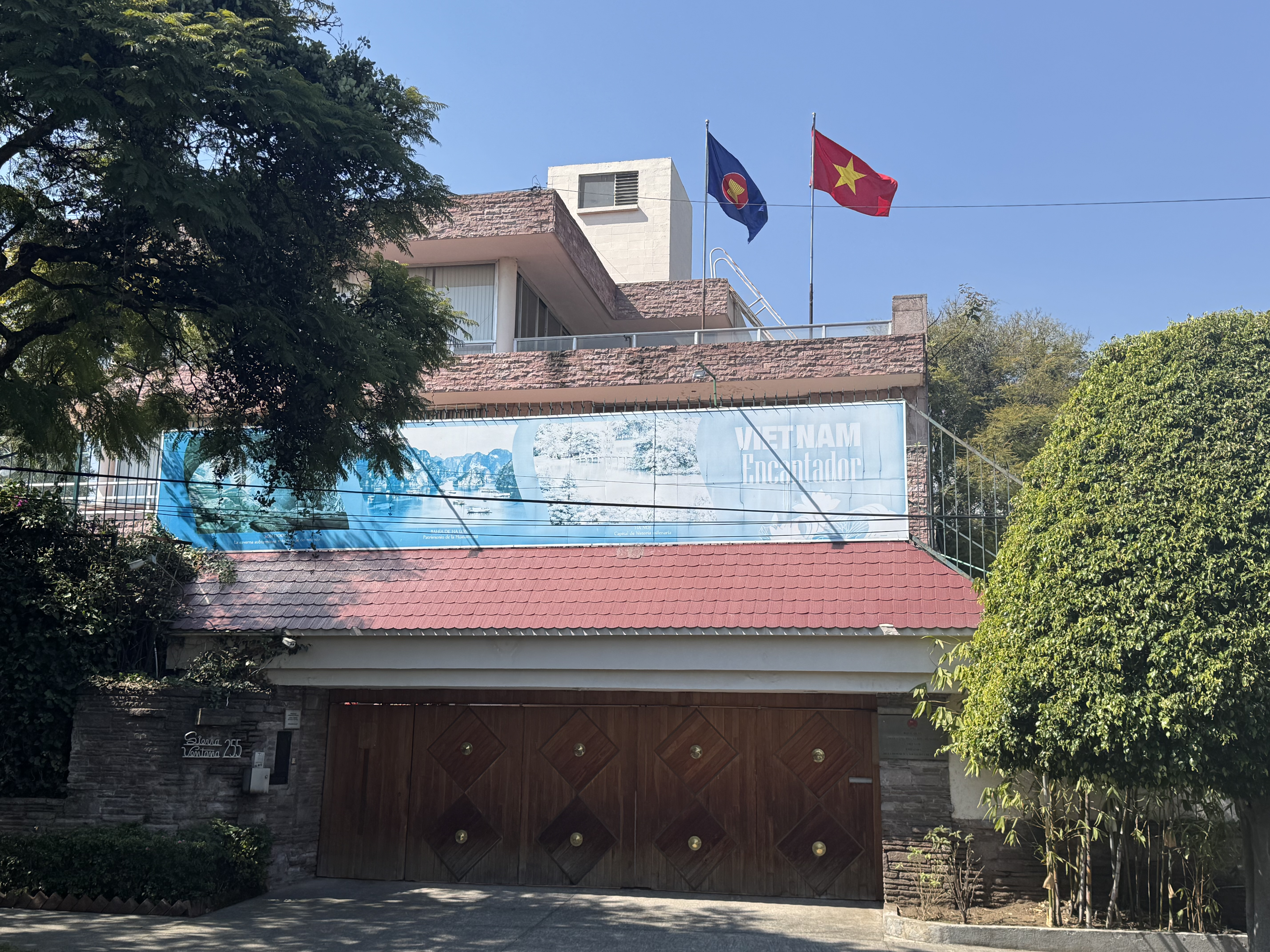
Ambassade du Vietnam à Mexico

- Le Mexique possède une ambassade à Hanoï[8].
- Le Vietnam possède une ambassade à Mexico[9].